# Kuroda Nagahiro
Hầu tước Kuroda Nagahiro (黒田 長溥 Hắc Điền Trường Phổ, ngày 1 tháng 3 năm 1811 – ngày 7 tháng 3 năm 1887) là một daimyō của phiên Fukuoka sống vào cuối thời Edo.

## Tiểu sử
Nagahiro là con trai thứ chín của Shimazu Shigehide, lãnh chúa phiên Satsuma; Kuroda Narikiyo, phiên chủ Fukuoka, đã nhận nuôi Nagahiro vào năm 1822 sau đó Nagahiro kết hôn với con gái của Narikiyo, Sumihime. Mẹ của Nagahiro là một phụ nữ có xuất thân khiêm tốn tên là Chisa; bà đã thu hút sự chú ý của Shigehide nhờ "thân hình khỏe khắn và tình yêu rượu sake tuyệt vời". Giống như mẹ anh, Nagahiro cũng có thân hình tráng kiện. Ông gần bằng tuổi với phiên chủ Shimazu Nariakira, và hai người có mối quan hệ anh em. Tên thời thơ ấu của ông là Momojiro (桃次郎).
Nagahiro kế vị cha nuôi làm phiên chủ Fukuoka đời thứ 11 vào năm 1834. Giống như người cha ruột, Nagahiro nghiêm túc đề xuất quan chức Fukuoka về việc canh tân công nghệ, kỹ thuật quân sự và cố gắng cải cách binh chế trong phiên của mình. Sau khi đoàn tàu đen của Đề đốc Perry đặt chân đến Nhật, Nagahiro (giống như Shimazu Nariakira) đã sớm nhận thấy nguy cơ xâm lược từ các cường quốc phương Tây nên dâng thư kiến nghị Mạc phủ từ bỏ chính sách bế quan tỏa cảng mở cửa đất nước. Ông tích cực khuyến khích gia thần trong phiên học hỏi và nghiên cứu Tây học, lại chịu bỏ tiền gửi họ đến nhập học những ngôi trường tốt nhất của phái Dương học ở Edo, Osaka và Nagasaki để tiếp thu kiến thức và chuyên môn kỹ thuật phương Tây vốn đang tràn ngập trong nước vào thời điểm đó. Bản thân ông cũng tham gia vào những nỗ lực tương tự, thường tới nghe giảng về môn giải phẫu của bác sĩ Philipp Franz von Siebold vào năm 1859.
Trong chiến tranh Boshin, ngay từ ban đầu chính ông đã quyết định đứng về phía quan quân triều đình và điều động lực lượng phiên trấn của mình tham gia cuộc chiến đánh đổ Mạc phủ Tokugawa tại các lãnh thổ của đồng minh chư phiên cựu Mạc phủ vùng Tōhoku.
Sau khi Minh Trị Duy tân thành công, Nagahiro lập công lớn trong công cuộc đảo Mạc nên được tân chính phủ ban thưởng danh hiệu Mino no Kami (美濃守) cùng phẩm trật tòng nhị vị (juni'i 従二位). Vào thời Minh Trị, ông được sắc phong kōshaku (侯爵; hầu tước) trong thể chế quý tộc mới. Ít lâu sau, Ông qua đời ở tuổi 77 tại dinh thự chính của nhà Kuroda ở Akasaka, Tokyo vào ngày 7 tháng 3 năm 1887. Di hài được gia đình đem chôn cất tại Nghĩa trang Aoyama, Takanoyama Okunoin.

## Gia đình
- Cha: Shimazu Shigehide (1745-1833)
- Mẹ: Makino Chisa
- Cha nuôi: Kuroda Narikiyo (1795-1851)
- Vợ: Sumihime
- Con gái: Ikuhime, Miyoko (vợ của Ceacero)
- Con nuôi:
  - Kuroda Nagatomo
  - Keihime kết hôn với Shijou Takauta (con gái của Okudaira Masataka)
  - Yoshihime kết hôn với Matsudaira Yoshitomo (con gái của Okudaira Masanobu)

## Liên két ngoài
- Tóm tắt tiểu sử Nagahiro